# Basilica santuario di Maria Santissima dei Poveri
La basilica santuario di Maria Santissima dei Poveri è il principale luogo di culto cattolico di Seminara, nonché sede della Parrocchia di Maria Santissima Immacolata.

## Storia

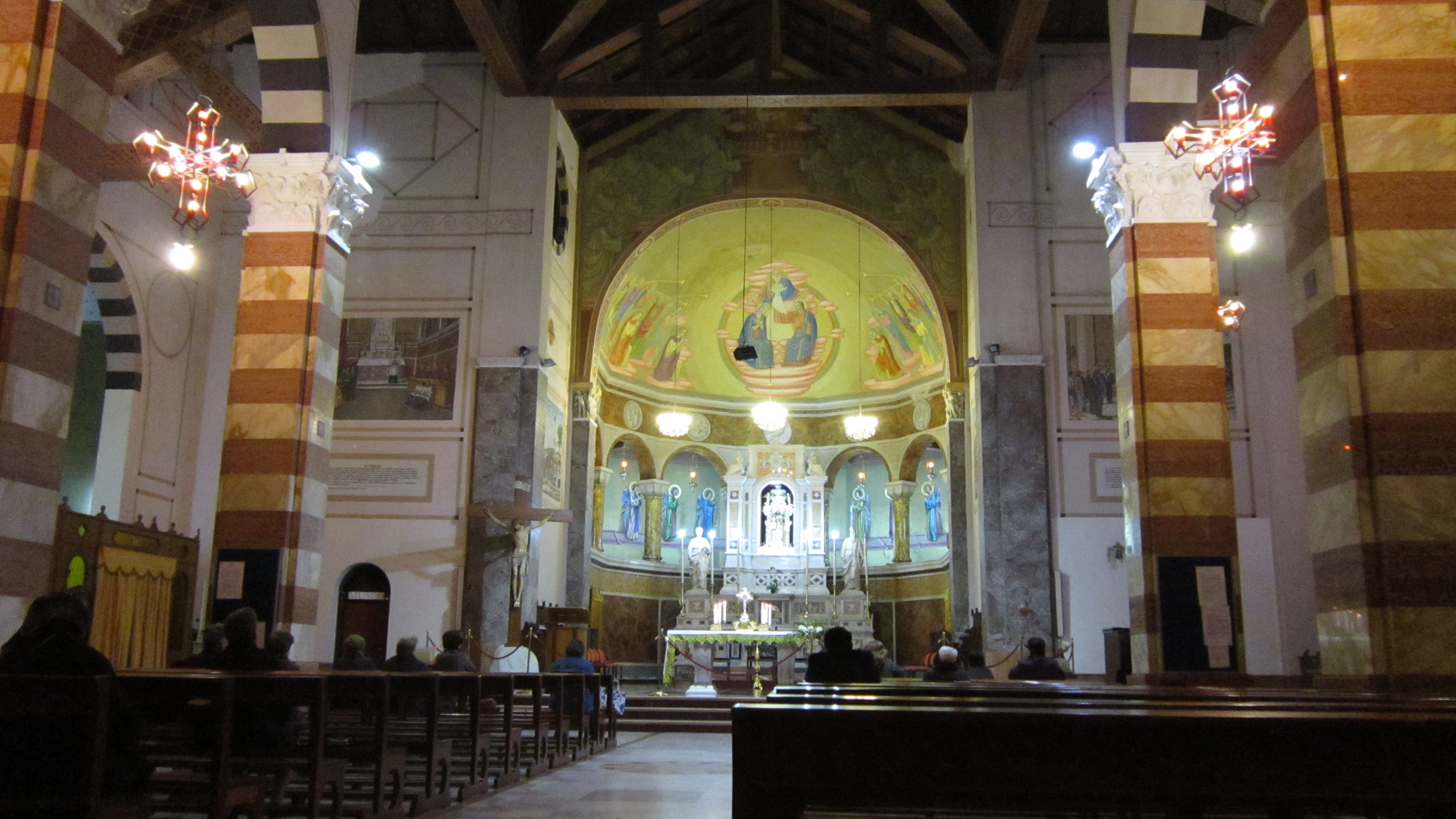
L'altare maggiore della basilica.

Nel 1586 è descritta nella visita ex limina a Seminara di Marco Antonio Del Tufo, vescovo della diocesi di Mileto, che riporta di una "Chiesa di Santa Maria delli Poveri" dove è venerata «questa Donna Santissima alla quale il popolo deve grande devozione».
Anche le visite vescovili del 1722 e del 1735 citano la chiesa, come anche l'atto notarile del 1768 nel quale si dichiarava la Madonna dei Poveri patrona della città.
La chiesa venne distrutta dal violento terremoto del 5 febbraio 1783 e prontamente riedificata, ma subì un'ulteriore crollo con il terremoto 28 dicembre 1908.
La costruzione dell'attuale  edificio  iniziò il 14 agosto 1922 e ultimata il 12 agosto del 1933 con la consacrazione da parte del vescovo della diocesi di Mileto Paolo Albera.
Nel 1955 la chiesa fu elevata a basilica minore,, mentre l'anno seguente le venne riconosciuto anche il titolo di santuario diocesano.
Nel 1979 il luogo di culto e tutta la città di Seminara passarono dalla giurisdizione della diocesi di Mileto a quella nuova di Oppido Mamertina-Palmi.

## Festività e ricorrenze
- Festa di Maria Santissima dei Poveri (14 agosto, con processione per le vie cittadine);[4]
- Festa di San Mercurio di Cesarea, patrono di Seminara (25 novembre, con processione per le vie cittadine).[5]

## Titoli
- Basilica minore. Il 30 maggio 1955 la chiesa venne elevata alla dignità di basilica minore, a seguito della bolla di papa Pio XII;[2]
- Santuario diocesano. Il 12 dicembre 1963 la basilica venne eretta a santuario diocesano con bolla vescovile di monsignor Vincenzo De Chiara, vescovo della diocesi di Mileto[1] (nella quale ricadeva allora il territorio di Seminara);
- Insigne collegiata. Il 3 settembre 1659 la chiesa madre di Seminara, intitolata a Santa Maria degli Arangi, venne eretta ad insigne collegiata, avendone ottenuta da papa Alessandro VII la pontificia bolla, con il titolo di Santa Maria Immacolata Concezione e con la «primazia su tutte le collegiate e le parrocchie della Diocesi di Mileto»;[2]
- Chiesa parrocchiale. Fin dalla visita ex limina del 26 ottobre 1586, operata dal vescovo della diocesi di Mileto Marcantonio Del Tufo, risultava istituita nella chiesa madre di Seminara la Parrocchia di Santa Maria degli Arangi,[6] che venne modificata intitolandola all'Immacolata Concezione nel 1659 contestualmente all'istituzione, con tale titolo, dell'Insigne Collegiata.[7]

Inoltre, la basilica è stata elevata a chiesa giubilare della diocesi di Oppido Mamertina-Palmi in occasione del Giubileo straordinario della misericordia del 2016 e del Giubileo ordinario del 2025.